# Rate monotonic scheduling
Algoritmus RMS je plánovací algoritmus používaný v operačních systémech reálného času (RTOS) se statickým přidělováním priorit.

## Úvod
Výběr plánovacího algoritmu záleží na cílech, které chceme sledovat. Představme si, že máme 5 úloh, z nichž každá trvá 100ms. Systém může vykonat jednu po druhé podle pořadí (nejdříve první, pak druhou, atd...). Práce systému zabere 500ms. Ale co když jedna z nich nebo více má deadline? Když například 4. úlohu musíme vykonat do 300ms (například akční zásah do systému v případě řízení). Pokud ji vykonáme jako 4., bude splněna až po 400ms a to je již pozdě.
Dále předpokládejme, že výše zmíněné úlohy jsou periodické. Jde například o počítač, který řídí jistý proces (např. průmyslová automatizace) a má za úkol:
- snímat data
- odesílat je po síti
- zobrazovat
- vyhodnocovat akční zásahy
- vykonat akční zásah na V/V zařízení.

V systému tak běží jedna nebo více úloh, které jsou periodické (v nejjednodušším případě měření dat každých 100ms v měřícím systému).
Uvažujeme tak úlohy, které vyžadují konstantní čas CPU a musí skončit během své periody (sebrání dat a vyvození akčního zásahu).
O systému, který vytváří takové prostředí můžeme mluvit jako o fixed-priority preemptive RTOS (Operační systém reálného času s preempcí a fixní prioritou úloh).

## Podmínky za nichž můžeme RMS použít
Algoritmus RMS můžeme použít pokud:
- Procesy nesdílejí zdroje
- Deadlines jsou rovny periodám procesů
- Statické priority s preempcí (úloha s vyšší statickou prioritou, která je připravena, způsobí okamžitě preempci ostatních úloh s nižší prioritou)
- Statické priority jsou stanovovány podle délky periody (úloha s vyšší periodou má nižší prioritu)
- Přepínání kontextů a jiné vláknové operace jsou "zdarma" a nemají dopad na model

## Plánovatelnost skupiny úloh
Skupina úloh je plánovatelná, pokud všechny úlohy ze skupiny pokaždé splní svůj deadline (časový okamžik, do kterého musí proběhnout).

## Liu, Leylandův limit
V roce 1973, Liu a Layland dokázali že pro skupinu {\displaystyle n} periodických procesů, existuje plánování, které vždy splní deadline, pokud je využití CPU {\displaystyle U}:
{\displaystyle U=\sum _{i=1}^{n}{\frac {C_{i}}{T_{i}}}\leq n({\sqrt[{n}]{2}}-1)}
Kde {\displaystyle C_{i}} je výpočetní čas potřebný pro proces, {\displaystyle T_{i}} je perioda procesu.
Pokud roste počet procesů k nekonečnu, je limita výrazu:
{\displaystyle \lim _{n\rightarrow \infty }n({\sqrt[{n}]{2}}-1)=\ln 2\approx 0.693147\ldots }

## Cíle a vlastnosti algoritmu
Priorita je úlohám přidělována podle jejich periody: čím kratší perioda úlohy, tím větší priorita. Úlohy jsou periodicky spouštěny za sebou podle přidělené priority.
Chceme dodržet deadlines všech úloh a splnit je v rámci jejich periody. Zdůrazněme, že RMA je static-priority algoritmus = priorita je pro danou úlohu statická, nemění se. Algoritmus RMA je optimální static-priority plánovač. Tím chceme říci: Pokud skupina úloh nemůže být úspěšně plánována pomocí algoritmu RMA, neexistuje static-priority algoritmus, který by plánování provedl úspěšně. Jedna z hlavních limitací static-priority plánování je ten, že není vždy možné plně využít kapacity CPU.
Někdy není možné pomoci fixních priorit dosáhnout plánovatelnosti úloh a je třeba zkusit dynamické přidělování priorit. To zatím není v mnoha RTOS standardem.

## Závěr
- Analyticky domyšlený algoritmus: analyticky určena podmínka dodržení termínů dokončení: viz Liu, Leylandův limit
- Používáno v mnoha RTOS
- Vypracovány i způsoby spolupráce sdílených systémových prostředků